# Tyrnawa (obwód Jamboł)
Tyrnawa (bułg. Търнава) – wieś w Bułgarii, w obwodzie Jamboł, w gminie Tundża. Według danych szacunkowych Ujednoliconego Systemu Ewidencji Ludności oraz Usług Administracyjnych dla Ludności, 15 grudnia 2018 roku miejscowość liczyła 178 mieszkańców.